# 斑种草属
斑种草属（学名：Bothriospermum）是紫草科下的一个属。该属分布于亚洲。

## 物种
本属包括以下物种：
- 斑种草 Bothriospermum chinense
- 云南斑种草 Bothriospermum hispidissimum
- 狭苞斑种草 Bothriospermum kusnezowii
- 长柱斑种草 Bothriospermum longistylum
- 多苞斑种草 Bothriospermum secundum
- 柔弱斑种草 Bothriospermum zeylanicum